# Tetzahapa
Tetzahapa är en ort i Mexiko.   Den ligger i kommunen Huejutla de Reyes och delstaten Hidalgo, i den sydöstra delen av landet, 200 km norr om huvudstaden Mexico City. Tetzahapa ligger 377 meter över havet och antalet invånare är 129.
Terrängen runt Tetzahapa är kuperad åt sydost, men åt nordväst är den platt. Runt Tetzahapa är det ganska tätbefolkat, med 248 invånare per kvadratkilometer. Närmaste större samhälle är Huejutla de Reyes, 11,1 km öster om Tetzahapa. I omgivningarna runt Tetzahapa växer i huvudsak städsegrön lövskog.